# الچین رحمان‌اف
الچین رحمان‌اف (ترکی آذربایجانی: Elçin Rəhmanov؛ زادهٔ ۱۸ ژانویهٔ ۱۹۷۹) بازیکن فوتبال اهل جمهوری آذربایجان است.
از باشگاه‌هایی که در آن بازی کرده‌است می‌توان به باشگاه فوتبال نفتچی باکو و باشگاه فوتبال شفای باکو اشاره کرد.
وی همچنین در تیم ملی فوتبال جمهوری آذربایجان بازی کرده‌است.